# Церква Воскресіння Господнього (Бишки)
Церква Воскресіння Христового в Бишках — парафія і храм греко-католицької громади Козівського деканату Тернопільсько-Зборівської архієпархії Української греко-католицької церкви в селі Бишки Тернопільського району Тернопільської области.

## Історія церкви
Парафія була заснована на початку XVII століття, а через століття приєдналася до Унійної церкви. Храм збудували у 1936–1938 роках на кошти парафіян. Архітектором був Євген Нагірний зі Львова. 26 червня 1938 року єпископ Іван Бучко освятив новозбудовану церкву.
До 1946 року парафія і храм належали до УГКЦ. З 1946 по 1989 рік парафія перебувала в юрисдикції РПЦ, а храм був закритий атеїстичною владою у 1961 році. Певний час приміщення стояло пусткою, а 16 вересня 1984 року в ньому відкрили Картинну галерею. У 1989 році храм знову відкрили, але він залишався в підпорядкуванні РПЦ. У 1990 році парафія і храм повернулися в лоно УГКЦ.
13 червня 2008 року єпископ Тернопільсько-Зборівський Василій Семенюк здійснив візитацію парафії.
При церкві діє Вівтарне братство. На цвинтарі, на місці дерев'яної церкви, яка згоріла у 1915 році, встановлено хрест.
У власності парафії є парафіяльний будинок і храм.

## Парохи
- о. Іван Яремович (1872),
- о. Юліан Сероїчковський (1885—1890),
- о. Євген Лопатинський (1914—1916),
- о. Ілля Залуцький (1917—1921),
- о. Роман Маріян Берест (1922—1934),
- о. Йосиф Скудьський (1934—1935),
- о. Микола Косович (1936—1940),
- о. Іван Недільський (1941—1946),
- о. Іван Дуда (1941—1946),
- о. Євген Мушинський (1990—1994),
- о. Михайло Квасниця (з 1994).